# Acte additionnel de 1852
Lire en ligne

Acto Adicional de 5 de Julho de 1852

L'Acte additionnel de 1852, représente la première révision de la Charte constitutionnelle, en vigueur de 1842 à 1910. La loi, datée du 5 juillet 1852, intervient après que Costa Cabral a été destitué un an auparavant du gouvernement par les septembristes et les chartistes, qui ont initié la régénération.  
Composé de 16 articles, l'acte additionnel de 1852 renforce le pouvoir du conseil. Il modifie la manière dont les députés sont élus : ils sont désormais élus au suffrage direct par tous les citoyens jouissant d'un minimum de 100 000 réaux de revenu (augmentant de la sorte le nombre d'électeurs). Il établit le principe de l'alternance des partis. Il introduit de nouvelles lois à caractère fiscal et abolit la peine de mort pour les délits à caractère politique. 
L'acte additionnel de 1852 a amené un consensus au niveau politique, facilitant les réformes proposées par le nouveau gouvernement et atténué les conflits entre aristocrates et bourgeois. 